# Тричелла, Роберто
Роберто Тричелла (итал. Roberto Tricella; род. 18 марта 1959, Чернуско-суль-Навильо, Ломбардия) — итальянский футболист, выступал на позиции защитника. По завершении карьеры игрока вернулся в родной город, где работает торговцем недвижимостью.
Прежде всего известен по выступлениям за клубы «Верона» и «Ювентус», а также национальную сборную Италии. Чемпион Италии, двукратный обладатель Кубка Италии и обладатель Кубка УЕФА.

## Клубная карьера
Воспитанник футбольной школы клуба «Интернационале». Профессиональную футбольную карьеру начал в 1977 году в основной команде этого же клуба, проведя там два сезона, приняв участие лишь в 5 матчах чемпионата.
Впрочем смог привлечь внимание тренерского штаба «Вероны», к составу которого присоединился в 1979 году. Сыграл за команду из Вероны следующие восемь сезонов своей игровой карьеры. Все восемь сезонов, проведенные в составе «Вероны», был основным игроком защиты команды. Провел за команду 255 матчей из 264 возможных, причем 253 из них — от начала и до конца, и лишь в двух был заменен, при этом ни разу (!) не сидел на скамейке запасных.. Помог «Вероне» в сезоне 1984-85 получить титул чемпиона Италии.
В 1987 году заключил контракт с «Ювентусом», в составе которого провел следующие три года своей карьеры. В составе «Ювентуса» стал обладателем Кубка Италии и Кубка УЕФА.
Завершил профессиональную игровую карьеру в клубе «Болонья», за которую выступал в течение одного сезона 1990—1991 годов.

## Международная карьера
В 1984 году дебютировал в официальных матчах в составе национальной сборной Италии. В составе сборной был участником чемпионата мира 1986 года в Мексике, однако на поле не выходил.

## Достижения
- Чемпион Италии:
  - «Верона»: 1984/85
- Обладатель Кубка Италии(2):
  - «Интернационале»: 1977/78
  - «Ювентус»: 1989/90
- Обладатель Кубка УЕФА:
  - «Ювентус»: 1989/90